# Manfred Borelli Vranski
Manfred grof Borelli Vranski (Sveti Filip i Jakov, 2. kolovoza 1836. – Zadar, 20. siječnja 1914.), hrvatski političar i javni djelatnik, iz plemenitaške obitelji Borellija Vranskih.
Pravo je studirao u Padovi. Poticao je unapređenje gospodarstva i zadrugarstva Dalmacije. Bio je predsjednik zemaljskog vijeća Kraljevine Dalmacije. U Zadru je poticao uvođenje hrvatskog jezika u škole. U političkom životu bio je među promicateljima hrvatskoga narodnog preporoda u Dalmaciji. Poslije osnutka muške osnovne škole s hrvatskim nastavnim jezikom u Zadru, osnovao je Podpomoćno (poslije dobrotvorno) društvo za potrebe učenika hrvatske pučke učionice (poslije i gimnazije). 